# ATP Challenger Blois
Das ATP Challenger Blois (offizieller Name Internationaux de Tennis de Blois) war ein Tennisturnier, das ab 2009 in der französischen Stadt Blois stattfand. Seit der Saison 2013 bis 2024 war das Turnier Teil der ATP Challenger Tour, bis dahin war es im Rahmen der ITF Future Tour ausgetragen worden. Gespielt wurde im Freien auf Sand.

## Siegerliste

### Einzel
| Jahr                | Sieger            | Finalgegner             | Ergebnis             |
| ------------------- | ----------------- | ----------------------- | -------------------- |
| 2024                | Ričardas Berankis | Calvin Hemery           | 7:64, 7:5            |
| 2023                | Quentin Halys     | Kyrian Jacquet          | 4:6, 6:2, 2:0 aufgg. |
| 2022                | Alexandre Müller  | Nikola Milojević        | 7:63, 6:1            |
| 2020–2021: abgesagt |                   |                         |                      |
| 2019                | Pedro Sousa       | Kimmer Coppejans        | 4:6, 6:3, 7:64       |
| 2018                | Scott Griekspoor  | Félix Auger-Aliassime   | 6:4, 6:4             |
| 2017                | Damir Džumhur     | Calvin Hemery           | 6:1, 6:3             |
| 2016                | Carlos Berlocq    | Steve Darcis            | 6:2, 6:0             |
| 2015                | Mathias Bourgue   | Daniel Muñoz de la Nava | 2:6, 6:4, 6:2        |
| 2014                | Máximo González   | Gastão Elias            | 6:2, 6:3             |
| 2013                | Julian Reister    | Dušan Lajović           | 6:1, 6:73, 7:62      |

### Doppel
| Jahr                | Sieger                                 | Finalgegner                      | Ergebnis          |
| ------------------- | -------------------------------------- | -------------------------------- | ----------------- |
| 2024                | Benjamin Lock Courtney John Lock       | Corentin Denolly Arthur Géa      | 1:6, 6:3, [10:4]  |
| 2023                | Dan Added Grégoire Jacq                | Théo Arribagé Luca Sanchez       | 6:4, 6:4          |
| 2022                | N. Sriram Balaji Jeevan Nedunchezhiyan | Romain Arneodo Jonathan Eysseric | 6:4, 6:73, [10:7] |
| 2020–2021: abgesagt |                                        |                                  |                   |
| 2019                | Corentin Denolly Alexandre Müller      | Sergio Galdós Andreas Siljeström | 7:5, 6:75, [10:6] |
| 2018                | Fabrício Neis David Vega Hernández     | Hsieh Cheng-peng Rameez Junaid   | 7:64, 6:1         |
| 2017                | Sander Gillé Joran Vliegen             | Máximo González Fabrício Neis    | 3:6, 6:3, [10:7]  |
| 2016                | Alexander Satschko Simon Stadler       | Gong Maoxin Yasutaka Uchiyama    | 6:3, 7:62         |
| 2015                | Rémi Boutillier Maxime Teixeira        | Guilherme Clezar Nicolás Kicker  | 6:3, 4:6, [10:8]  |
| 2014                | Tristan Lamasine Laurent Lokoli        | Guillermo Durán Máximo González  | 7:5, 6:0          |
| 2013                | Jonathan Eysseric Nicolas Renavand     | Ruben Gonzales Chris Letcher     | 6:3, 6:4          |